# Scott Proctor
Scott Christopher Proctor (né le 2 janvier 1977 à Stuart, Floride, États-Unis) est un ancien lanceur de relève droitier des Ligues majeures de baseball. Il évolue de 2004 à 2011 pour les Yankees de New York, les Dodgers de Los Angeles et les Braves d'Atlanta.

## Biographie

### Carrière amateur
Scott Proctor est sélectionné par les Mets de New York au 17e tour du repêchage amateur de 1995, à sa sortie de l'école secondaire Martin County, mais il décide de s'inscrire à l'Université de l'État de Floride où il joue avec l'équipe de baseball des Seminoles. En 60 matchs comme lanceur partant, il présente un bilan de 10 victoires pour 2 défaites[réf. nécessaire].

### Ligues mineures
En 1998, il est repêché par les Dodgers de Los Angeles au 5e tour de sélection et assigné aux Bears de Yakima pour sa première saison professionnelle. Il joue ensuite pour les Dodgers de Vero Beach (2000-2001), les Suns de Jacksonville (2001-2003) et les 51s de Las Vegas (2003). Le 31 juillet 2003, il est transféré aux Yankees de New York avec Bubba Crosby en échange de Robin Ventura, puis assigné aux Clippers de Columbus en Triple-A.

### Ligue majeure
Scott Proctor fait ses débuts en Ligue majeure avec les Yankees le 20 avril 2004 contre les White Sox de Chicago. Il lance 2 1⁄3 manches en relève et accorde deux points. En fin de saison, il totalise 26 apparitions, 25 manches lancées, 2 victoires et une défaite, 21 retraits sur prises et une moyenne de points mérités de 5,40.
En 2006, Proctor s'avère un lanceur de relève fiable dans les fins de matchs pour le manager Joe Torre. Il mène la Ligue américaine avec 83 apparitions en relève, lançant souvent plus d'une manche ou lors de matchs consécutifs. Il est crédité de son premier sauvetage lors de cette saison. Avec Kyle Farnsworth et Brian Bruney, Proctor constitue le noyau des lanceurs de relèves qui prépare l'entrée en jeu du stoppeur Mariano Rivera. Il continue son rôle pendant la première moitié de la saison 2007. Lançant pour les Dodgers en 2007, il est suspendu pour 4 parties après avoir provoqué une bagarre générale dans un match face aux Mariners de Seattle. Le 1er juin, après avoir atteint d'un lancer Kevin Youkilis des Red Sox de Boston, les bancs des deux équipes se vident, provoquant une mêlée, et Proctor est expulsé du match par l'arbitre. Le 31 juillet 2007, il est transféré aux Dodgers de Los Angeles en échange de Wilson Betemit.
Le 6 janvier 2009, Proctor signe un contrat d'un an avec les Marlins de la Floride. Il ne joue aucun match au cours de cette saison car il subit une opération Tommy John.
Il rejoint les Braves d'Atlanta le 4 novembre 2009 et retrouve les terrains de Ligue majeure le 3 septembre 2010. Il ne joue que six parties avec les Braves en 2010. Il est libéré de son contrat au camp d'entraînement de l'équipe à la fin mars 2011. Il signe une nouvelle entente avec les Braves le 4 avril 2011 et est assigné aux Braves de Gwinnett, le club-école de l'équipe. Il est libéré par les Braves le 10 août 2011. Il est presque aussitôt rapatrié par les Yankees de New York mais termine mal la saison avec une moyenne de points mérités de 9,00 en 11 manches lancées. Au total, Proctor gagne seulement deux décisions sur huit et affiche une moyenne de 7,14 en 40 manches et un tiers lancées en 2011 pour Atlanta et New York.

## Statistiques
| Saison | Équipe     | G   | GS | CG | SHO | V  | D  | SV | IP    | SO  | ERA  |
| ------ | ---------- | --- | -- | -- | --- | -- | -- | -- | ----- | --- | ---- |
| 2004   | NY Yankees | 26  | 0  | 0  | 0   | 2  | 1  | 0  | 25.0  | 21  | 5,40 |
| 2005   | NY Yankees | 29  | 1  | 0  | 0   | 1  | 0  | 0  | 44.2  | 36  | 6,04 |
| 2006   | NY Yankees | 83  | 0  | 0  | 0   | 6  | 4  | 1  | 102.1 | 89  | 3,52 |
| 2007   | NY Yankees | 52  | 0  | 0  | 0   | 2  | 5  | 0  | 54.1  | 37  | 3,81 |
| 2007   | LA Dodgers | 31  | 0  | 0  | 0   | 3  | 0  | 0  | 32.0  | 27  | 3,38 |
| 2008   | LA Dodgers | 41  | 0  | 0  | 0   | 2  | 0  | 0  | 38.2  | 46  | 6,05 |
| 2010   | Atlanta    | 6   | 0  | 0  | 0   | 0  | 0  | 0  | 5.2   | 6   | 6,35 |
| Totaux | Totaux     | 268 | 1  | 0  | 0   | 16 | 10 | 1  | 302.2 | 262 | 4,46 |

| Saison | Équipe     | G | GS | CG | SHO | V | D | SV | IP  | SO | ERA  |
| ------ | ---------- | - | -- | -- | --- | - | - | -- | --- | -- | ---- |
| 2005   | NY Yankees | 2 | 0  | 0  | 0   | 0 | 0 | 0  | 2.0 | 1  | 0,00 |
| 2006   | NY Yankees | 3 | 0  | 0  | 0   | 0 | 0 | 0  | 4.0 | 1  | 2,25 |
| Totaux | Totaux     | 5 | 0  | 0  | 0   | 0 | 0 | 0  | 6.0 | 2  | 1,50 |

Note : G = Matches joués ; GS = Matches comme lanceur partant ; CG = Matches complets ; SHO = Blanchissages ; 
V = Victoires ; D = Défaites ; SV = Sauvetages ; IP = Manches lancées ; SO = Retraits sur des prises ; ERA = Moyenne de points mérités.